# نهاية اللعبة (مسرحية)

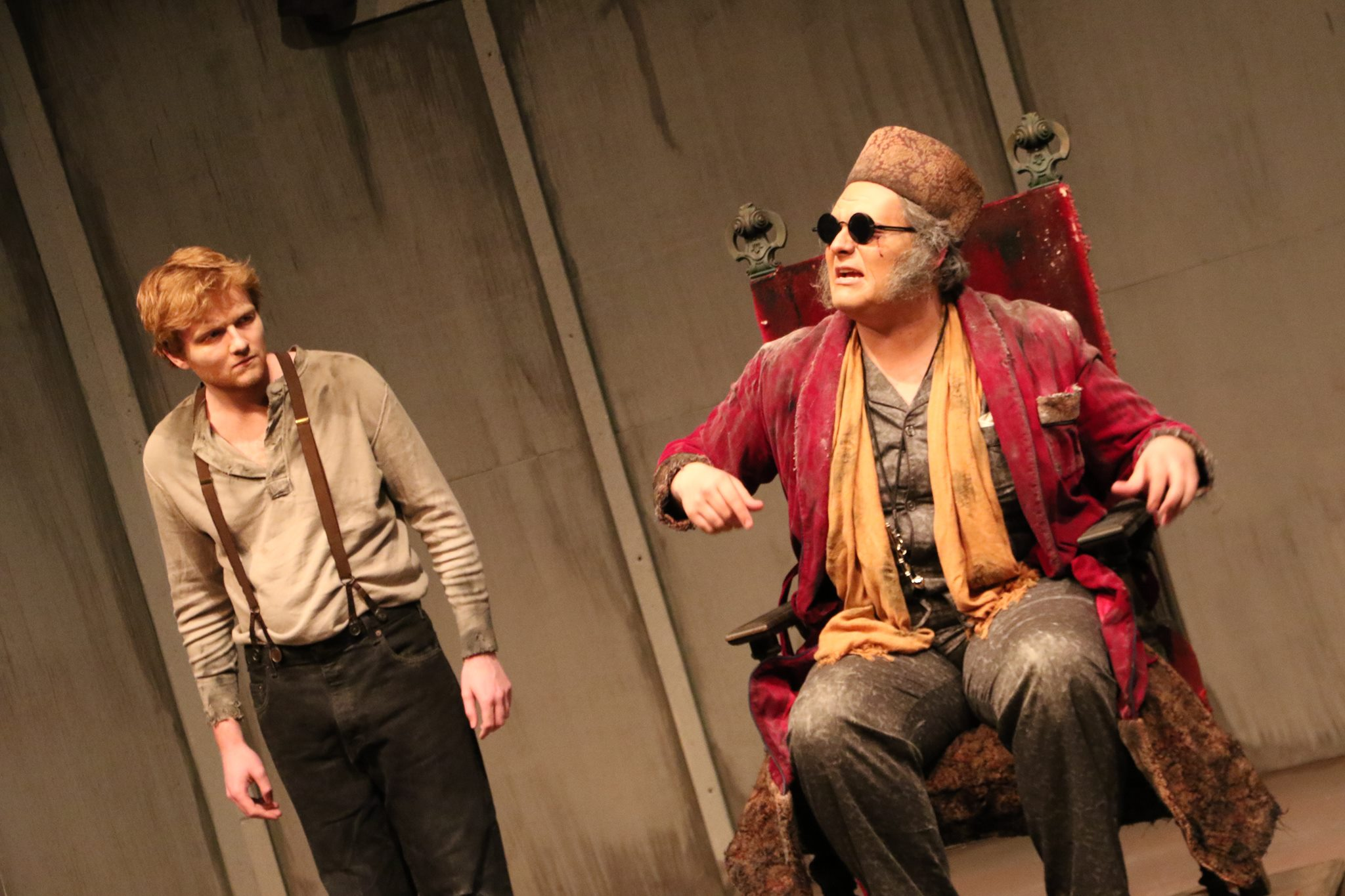
نهاية اللعبة (مسرحية) صمويل بيكيت 1957

نهاية اللعبة (بالإنجليزية: Endgame) مسرحية نهاية اللعبة هي مسرحية من فصل واحد بأربعة شخصيات من تأليف الكاتب صمويل بيكيت، كانت مكتوبة في الأصل باللغة الفرنسية، ترجمها بيكيت بنفسه إلى الإنجليزية. عُرضت المسرحية لأول مرة في إنتاج باللغة الفرنسية في مسرح رويال كورت في لندن، وافتتحت في 3 أبريل عام 1957. تدور المسرحية حول رجل أعمى مشلول وخادمه الذين ينتظرون «نهاية» غير محددة والتي تبدو أنها نهاية علاقتهم، وموتهم، ونهاية المسرحية نفسها.

## شخصيات المسرحية
هام: السيد الضرير والمقعد على كرسي متحرك
كلوف: خادم هام، الساخط يصاحب هام منذ سنوات وغير قادر على الجلوس.
ناج: والد هام، يعيش في سلة المهملات، وليس له أرجل.
نيل: والدة هام، تعيش في سلة مهملات بجوار ناج، وليس لها أرجل.
جميعهم يعيشون في غرفة واحدة بها نافذتان. العلاقة المعقدة بين هام وكلوف هي الموضوع الرئيسي للمسرحية.

## ملخص المسرحية
تبدأ المسرحية في حجرة منزل هام. إلى اليسار نوعان من صناديق القمامة مغطاة بملاءات. في مركز الصدارة يوجد هام جالسًا على كرسي متحرك ومغطى بملاءة. في الجزء الخلفي من الغرفة نافذتان، وعلى اليسار يوجد مطبخ. تظهر الشخصية الأولى وهو الخادم كلوف، ويفتح الستائر، ويسحب الملاءات من جميع الشخصيات الأخرى. ثم يذهب إلى مطبخه.
يستيقظ هام، ويناقش كلوف عن إمكانية انتهاء الأمور. في مرحلة ما، يسأل هام لماذا لم يتركه كلوف، ويقول كلوف إنه لا يوجد أحد آخر. في وقت لاحق، يسأل هام مرة أخرى لماذا لم يقتله كلوف، ويقول كلوف إنه لا يعرف التركيبة في الخزانة. بعد فترة، يخرج والدا هام، ناج ونيل، من صناديق القمامة الخاصة بهم. يريد ناج أن يقبل نيل، لكن نيل أقل حماسًا. يروي ناج نكتة طويلة في محاولة لإسعاد نيل، لكنها لا تضحك. بسبب الإحباط، يعود كلاهما إلى صناديق القمامة الخاصة بهما.
يستعين هام مرة أخرى بكلوف لمي يصطحبه في جولة حول الغرفة على كرسيه المتحرك. عندما أعاد كلوف هام إلى مكانه الأصلي، أصبح هام مهووسًا بالتواجد في المركز الدقيق للغرفة. يصرح كلوف إنه سئم من مهزلتهم، ويشعر هام بالقلق من أن الاثنين بدأ كلامهم يعني شيئًا ما. يكتشف كلوف أن لديه برغوثًا، وكلاهما يشعر بالقلق من أن البرغوث قد ينجب أطفالًا ويبدأ العالم من الصفر مرة أخرى. كلوف يقتلها بشكل كبير بمبيد حشري.
يخبر هام خادمه كلوف أنه لا يستطيع أن يتركه، ويقر كلوف بأن هذا صحيح. يطلب هام من كلوف قتله، لكن كلوف قال إنه لا يستطيع ذلك. يطلب هام من كلوف كلب محشو يصنعه له كلوف، ويضعه بجانب كرسيه المتحرك ليجعل الأمر يبدو كما لو أن الكلب يحدق به متوسلاً. يقوم كلوف بذلك، ثم يتهم هام بعدم مساعدة امرأة عجوز تدعى الأم بيج، والتي كانت بحاجة إلى زيت من أجل مصباحها، وينكر هام ذلك.
تستمر الأحداث العبثية ويسأل هام كلوف عما إذا كان سعيدًا. كلوف يقول لا. يجعل هام كلوف يحضره تحت النافذة لأنه يريد أن يشعر بالضوء، لكنه يدرك أنه لا يوجد شيء. عندما يعود إلى وسط الغرفة، يطلب هام من كلوف تقبيله، لكن كلوف يرفض. يذكر هام كيف حدثت النهاية في البداية ومع ذلك استمروا. يجبر هام كلوف على فحص النوافذ مرة أخرى للعمل في الخارج. يصاب كلوف بالإحباط الشديد معه، وعندما يسأل هام مرة أخرى عن كلبه المحشو، يندفع كلوف ويضربه به.
ينظر كلوف من النافذة ويعتقد أنه يرى صبيًا ويقرر البحث عنه. يقول هام إنه لم يعد بحاجة إلى كلوف بعد الآن، لكنه طلب منه بضع كلمات فراق ليحملها هام في قلبه. يتذكر كلوف كل وعود السعادة التي قطعها الناس له عندما كان يكبر، ثم يفكر في مدى سعادته عندما يسقط أخيرًا. كلوف يذهب إلى المطبخ. ينادي هام عليه، لكنه لا يجيبه. يدعو هام والده، لكنه لا يستجيب له أيضًا. يقرر هام أن هذا أمر جيد، ويتخلص من ممتلكاته القليلة. يلقي كلمة قصيرة عن طبيعة النهاية ثم يغطي وجهه بمنديله. يقف كلوف في المدخل طوال الوقت، مرتديًا ملابسه المناسبة، لكنه لا يتحرك.

## نقد وتعليقات
كتبت ريبيكا ستيفنز على موقع «ستيبن وولف»: «في منتصف مسرحية صمويل بيكيت، يقول هام لمونت:» يبدو أن الطبيعة قد تجاهلتنا«، وعقّب خادمه كلوڤ مصححا:» لا تجد هناك طبيعة بعد الآن«. كان هذان الرجلان يتواجدان في غرفة ضيقة تحميهم من العالم الخارجي، يعيشون في عالم حيث لا شيء يتحرك أو يتنفس. وكان كلوڤ ينظر باستمرار من خلال منظاره باحثا عن الأفق فقط كي يكرر» لاشيء.. لاشيء .. لاشيء«. إن بيكيت قد اعتمد في بناء هذا المشهد بالاستغناء عن - المكان والأشياء بل وحتى اللغة عن طريق الإقتضاب - حتى بدا عالم المسرحية فارغا تماما. الشيء الذي جعل الجمهور والدارسين على حد سواء، يحاولون تأويل ذلك كله؛ المكان الكئيب والمنفر على أنه اسقاطات لحال الأرض الخربة ما بعد التجربة الذرية أو إعلان عن بيان للعدمية. ولئن شاء المرء فك شفرات العالم المحدود الذي تعيش فيه هاتان الشخصيتان الخاصمتان على الدوام، فدائما يصطدم باستعصاء تلك المهمة التأويلية وكم هي خائبة وعديمة جدوى، إذ كيف بمستطاع المرء أن يجد المعنى في عالم مُصاغ من اللاشيء؟ وبيكيت نفسه كان دائم التحفظ بإزاء الفكرة التي تقول بأن البحث عن المعنى خفي في مسرحياته أمر ضروري، وحين سئل ذات مرة، أتت إجابته على نحو موجز، وقال:» إن مسرحياتي حقا تعني ما تطرحه من أمور«، ومع ذلك فمن تأمل تطورات حياة في السنوات التي انشغل فيها بتأليف» نهاية اللعبة«سيجد مدى الأثر الذي خلفته فيه تجاربه وما عايشه من أحداث وانعطافات كي يصوغ ذلك المشهد على ذلك النحو. إن من دون الحرب العالمية الثانية، لربما ما كان لتظهر أي من نتاجات صمويل بيكيت سواء الروائية أو المسرحية في الواقع. فقد أنتجت أهم أعماله» نهاية اللعبة«و» في انتظار جودو«على التوالي لأول مرة في 1957 و 1953، وذلك بعد انتهاء الحرب بعقد من الزمان»، وتواصل الكاتبة قائلة: «في المرحلة الثالثة والنهائية، حيث يقوم الممثلون بحركتهم الأخير نحو خاتمة محتومة. لقد وجد بيكيت في الكتابة المسرحية من الجمهور المهتم بأعماله ما لم يجده من قراء لأعماله الروائية. وإن جزء من تميز بيكيت كمسرحي  يكمن في المناظر التي يبدعها لمسرحياته، فقد كان من أوائل المساهمين في إيجاد شكل لم يكون قد تبلور بعد وقت دخوله عالم الكتابة. لقد انتج حالات وحوار مدموغ بتميز مدرك وبأسلوب غير مغرق في الفصحة يستحيل انتزعها من سياقها. إن المشاهد من أعمال بيكيت وكذا أبطاله  التي صورها  داخلها، لا تحتاج لفهم شخصية الكاتب ولا مواقفه ولا ظروفه كيما يندمج المشاهد معها. بل إن بيكيت يعتقد أن كل من هام وكلوڤ، لم يكونان نموذجان لحالتين عامتين، بل هما مجرد شخصيتان تتفاعلان في إطار حدث محلي محدد، وفقا لهذا فهو لم يكن يحاول صياغة أبطال يعكسوا على نحو واسع أي من الفترات الزمنية التي عاشها، أو صراعاته الشخصية. وإنما شخصيات مختلفة تتناسبة مع البيئة والعلاقات التي نسجها لها. وفقط من خلال فهم لتاريخ بيكيت، يمكن للمرء أن يهتدي إلى المغزى من رسمه منظر قاحل كهذا. وإذا لم يجد ذلك كافيا، وحاول التنقيب عن الأسباب التي دفعته إلى ذلك. فإن قصة أربعة أشخاص تمكنوا من النجاة في ذلك المشهد الخرب تبدو حقا لقصة مثيرة».
كتب موقع تكوين: «أيما شيء أراد بيكيت في هذه المسرحية فإنني لم أستطع منع خيالي من سرد مسرحيته بتأويل وطريقة أخرى، أنا مطمئن لما وصلت إليه وإن ناقض كل المسرحية، سأسرد لكم هذه الحكاية: هام مقعد ضرير، كلوف خادمه، نهاية العالم في لحظاتها ما قبل الأخيرة، لم يتبق في هذا العالم إلا هام، كلوف، ناج، نيل، تم قتل الجارة بيغ، يأمر هام كلوف بأن يضع أبويه في صندوق القمامة ليتخلص منهما، إنه يبحث عن آخر مسافة للبقاء، فإن كانت النهاية تعتمد على الرقم، فإنه يحاول البقاء حتى الرقم الأخير، أو ما قبل الأخير، الأبوان سيموتان قريباً، كلوف يخدمه وينفذ أوامره من باب الشفقة فهو يعلم أنه الباقي الأخير في هذا العالم، الكل موتى خارج المبنى، يرى شخصاً بمنظاره، فيأمره هام بأن يقتله، إثبات لمحاولة البقاء أكثر، سيموت الكل، ويبقى كلوف، الناجي الوحيد من هذا العالم المليء بالجثث، ثم يواجه كل الموتى ويموت كما قال له هام: لن يكون معك أحد، فراغ لا نهائي يحاصرك وكل الموتى يبعثون من كل العصور فلا يستطيعوا سد هذا الفراغ، ولن يكون هناك من يشفق عليك. تنتهي القصة بخروج كلوف من المكان، لتحقيق نبوءة هام، هام الذي يقبل أن يكون الرقم ما قبل الأخير، كلوف هو الأخير، أو بمعنى آخر، هو الرقم صفر في العد التنازلي للعالم».

## المسرحية في السينما وعلى خشبة المسرح
قدم المخرج توني كو فيلماً تلفزيونيا لمسرحية «نهاية اللعبة» عام 1991، من بطولة نورمان بيتون، وستيفن ريا، وشارلي دريك.
في عام 1992، تم إنتاج فيلم مصور من إخراج بيكيت، مع والتر أسموس كمخرج تلفزيوني، كجزء من سلسلة «بيكيت دايركتس بيكيت»، مع ريك كلوتشي في دور هام، وبود ثورب في دور كلوف، وألان مانديل في دور ناج، وتيريسيتا غارسيا-سورو في دور نيل.
تم تصوير فيلم مع مايكل جامبون في دور هام، وديفيد ثيوليس في دور كلوف، وإخراج كونور ماكفرسون في عام 2000 كجزء من مشروع بيكيت أون فيلم.
في عام 2004، تم عرض إنتاج مع مايكل جامبون في دور هام، ولي إيفانز في دور كلوف، على مسرح ألبري بلندن، من إخراج ماثيو وارشوس.
في عام 2005، لعب توني روبرتس دور «هام» في مسرحية أخرجتها شارلوت مور على مسرح ريبيرتوري الأيرلندي، في مدينة نيويورك مع ألفين إبستين في دور ناج، وآدم هيلر في دور كلوف، وكاثرين جرودي في دور نيل.
في عام 2008، صدرت المسرحية لفترة قصيرة في أكاديمية بروكلين للموسيقى من بطولة جون تورتورو في دور هام، وماكس كاسيلا في دور كلوف، وألفين إبستين في دور ناج، وإلين ستريتش في دور نيل، من إخراج أندريه بلجراد، المخضرم في مسرح نيويورك، ليحل محل سام مينديز.
قدمت شركة المسرح البريطاني المسرحية في 2 أكتوبر 2009 على خشبة مسرح ويست إند بلندن.
قدمت شركة ستيبن وولف في عام 2010، المسرحية من إخراج فرانك جالاتي وبطولة إيان بارفورد في دور كلوف، وويليام بيترسن في دور هام، وفرانسيس جينان في دور ناج، ومارثا لافي في دور نيل. كان جيمس شويت مسؤولاً عن تصميم المواقع والمناظر الطبيعية.
قدم مسرح سيدني المسرحية في عام 2015، من إنتاج اثنتان من كبرى شركات المسرح الحكومية الأسترالية. قام أندرو أبتون بالإخراج، وظهر هوغو ويفينغ في دور هام، ولشركة ملبورن ثياتر، لعب كولين فريلز دور البطولة في إنتاج أخرجه سام سترونج وصممه الفنان التشكيلي كالوم مورتون.
في عام 2016، قام ممثلو شارع التتويج ديفيد نيلسون، وكريس جاسكوين بدور البطولة في عرض مسرحي في كل من مسرح سيتزنز في جلاسكو ومسرح هوم في مانشستر.
أنتج مسرح بان بان المسرحية عام 2019، في مركز بروجكت آرت في دبلن. أخرج المسرحية غافن كوين وقام بالبطولة أندرو بينيت، ديس كوغ، روزالين لينهان، وأنتوني موريس.
في عام 2020، أنتج مسرح أولد فيك في لندن نسخة من «نهاية اللعبة» مع آلان كومينغ، ودانييل رادكليف، وجين هوروكس، وكارل جونسون، وفي نفس العرض مسرحية «خشنة للمسرح 2».
قدم مسرح دبلن جيت المسرحية في عام 2022. من إخراج دانيا تيمور، من بطولة فرانكي بويل في دور هام، وروبرت شيهان في دور كلوف، مع شين ماكجينلي وجينا موكسلي في دور ناج ونيل.

## وصلات خارجية
http://www.iobdb.com/Search?searchText=Endgame&searchDomain=Production نهاية اللعبة (مسرحية)
https://www.goodreads.com/ar/book/show/12287.Endgame نهاية اللعبة (مسرحية)
http://fajardo-acosta.com/worldlit/beckett/endgame.htm نهاية اللعبة (مسرحية)
https://www.imdb.com/title/tt0365162/?ref_=ttfc_fc_tt نهاية اللعبة (مسرحية)
https://www.youtube.com/watch?v=MKTQ_iyxbDU نهاية اللعبة (مسرحية)
https://www.youtube.com/watch?v=IbW_5_WE7hg نهاية اللعبة (مسرحية)